# Anand Tucker
Anand Tucker (Bangkok, 24 giugno 1963) è un regista e produttore cinematografico thailandese naturalizzato inglese.

## Biografia
Nato in Thailandia da padre indiano e madre tedesca, ha vissuto per diversi anni a Hong Kong, a diciotto anni si è trasferito a Londra. Ha iniziato la propria carriera lavorando per la televisione e la pubblicità, nel 1996 debutta al cinema con il film Saint-Ex, due anni dopo dirige il film biografico Hilary e Jackie.
Nel 2005 dirige Claire Danes e Steve Martin in Shopgirl, basato sull'omonimo romanzo scritto dallo stesso Martin, nel 2007 dirige And When Did You Last See Your Father? basato sulle memorie del poeta Blake Morrison, nel 2009, invece, dirige Red Riding 1983, terzo capitolo di una trilogia cinematografica basata sulla trilogia letteraria dello scrittore David Peace.
È cofondatore di una casa di produzione chiamata Archer Street.

### Vita privata
Vive a Londra e ha due figli avuti dalla compagna, la regista Sharon Maguire.

## Filmografia

### Regista
- Saint-Ex (1996)
- Hilary e Jackie (Hilary and Jackie) (1998)
- Shopgirl (2005)
- And When Did You Last See Your Father? (2007)
- Red Riding: 1983 – film TV (2009)
- Una proposta per dire sì (Leap Year) (2010)
- Gothica (2013)
- Il critico - Crimini tra le righe (The Critic) (2023)

### Produttore
- La ragazza con l'orecchino di perla (Girl with a Pearl Earring) (2003)
- Senza apparente motivo (Incendiary) (2008)
- Le due vie del destino - The Railway Man (The Railway Man), regia di Jonathan Teplitzky (2013)